# Доменика
Доменика Жувела (Вела Лука, 8. новембар 1992), позната као Domenica, је хрватска поп певачица која је до сада издала један студијски албум и гомилу синглова. Најпознатија је по песми "Види се из авиона" која је била хит у већини земаља бивше СФРЈ. Њена музика се упоређује са музиком Јелене Розге, те је медији сматрају њеном наследницом.

## Дискографија
Албуми
- Ћирибу ћириба (2019, Кроејша рекордс)

Синглови
- Види се из авиона (2017)
- Кад сам с тобом (2017) Сплитски фестивал
- Ми против нас (2018) са Дамиром Кеџом Сплитски фестивал[7]
- Љубавна лимунада (2018)
- Не видим не чујем (2019) Фестивал Водице
- Нема те свит (2019) Сплитски фестивал
- Индиго (2019)
- Зови (2020) Фестивал Водице
- Медењак (2020)
- А мени вруће (2021)
- Ди си да се волимо (2022)
- Контрол фрик (2023)
- Једна на 100 (2023)
- Прва љубав, прва бол (2024)